# Jack Thompson (Boxer)
Jack Thompson (* 17. August 1904 in Los Angeles, Kalifornien, USA; † 11. April 1946) war ein US-amerikanischer Boxer und zweifacher Weltmeister des Verbandes NBA im Weltergewicht (die NBA wurde im Jahre 1962 in WBA umbenannt).